# Ghada
 (octobre 2017).
Si vous disposez d'ouvrages ou d'articles de référence ou si vous connaissez des sites web de qualité traitant du thème abordé ici, merci de compléter l'article en donnant les références utiles à sa vérifiabilité et en les liant à la section « Notes et références ».
Ghada (arabe : غادة) est une série télévisée tunisienne en arabe, en quinze épisodes de 40 minutes diffusée durant les mois de ramadan 1994 sur TV7.

## Distribution
- Fethi Haddaoui : Afif
- Moncef Lazaâr : Ismail
- Dorsaf Mamlouk : Yamina
- Hédi Zoghlami : Hessine
- Noureddine Ben Ayed : Azzouz
- Mohamed Sayari : Nacer
- Hattab Dhib : Echikh Hmed
- Chedly Zaara
- Mounira Attia
- Bechir Bejaoui
- Abdelhamid Gayess
- Rachid Gara : Abderrahmane
- Abdellatif Kheireddine
- Jamil Joudi : Monsieur Bach
- Khaled Ben Aziza
- Kamel Ben Slama
- Fethi Mselmani : Mahmoud
- Malika Hachemi
- Mohamed Kouka
- Mouna Noureddine : Fetima, mère d'Afif
- Hélène Catzaras
- Mohamed Ben Ali
- Abdellatif Ben Jeddou
- Taher El Meligi : bijoutier
- Dalenda Abdou
- Salwa Mohamed
- Salah Rahmouni
- Mokhtar Chaouch
- Amel Safta : serveuse juive dans un bar-restaurant
- Faouzi Kachroud
- Habib Hafnaoui
- Salma Hafsi
- Anouar Ayachi
- Alberto Canova
- Fatiha El Mahdaoui
- Belgacem Ben Yedder
- Slim Mahfoudh
- Slah Msadek
- Omar Zouiten
- Ahmed Maaouia
- Mohamed Ali Belhareth
- Abdellatif Gharbi
- Abdelwaheb Masmoudi
- Fatma Bahri
- Ali Khemiri
- Martine Gafsi
- Badreddine Chaouachi
- Taieb Oueslati
- Mohamed El Mourali
- Neji Nejah : Marcel
- Hassan Mabrouki
- Abbes Zakaria
- Belgacem Thabet
- Olfa Troudi

## Fiche technique
- Réalisateur : Mohamed Hadj Slimane
- Scénario et dialogues : Abdelhakim Alimi
- Musique du générique : Abdelhakim Belgaïed